# 두즐라주

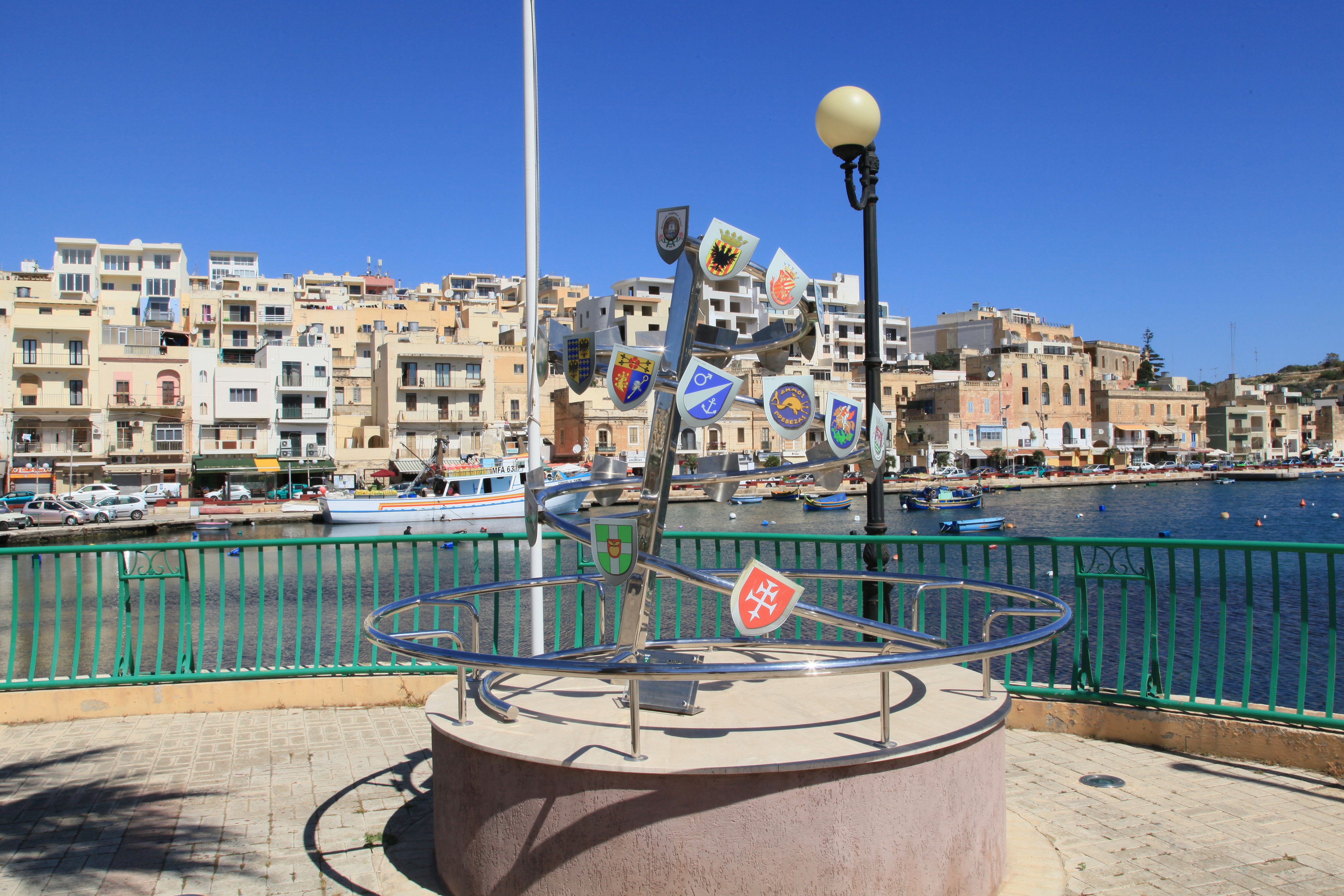
2011년에 두즐라주 창설 20주년을 기념하기 위해 몰타 마르사스칼라에 건립한 기념 조각

두즐라주(프랑스어: Douzelage)는 자매 결연을 통해 형성된 유럽 연합 회원국들의 소규모 도시들 간의 공동체이다. 하나의 회원국마다 소규모 도시 1곳에만 회원 자격이 부여된다. 두즐라주는 프랑스어로 "12"를 뜻하는 '두즈'(douze)와 "자매 도시"를 뜻하는 '쥐믈라주'(jumelage)의 합성어이다.
1991년에 프랑스의 소규모 도시인 그랑빌의 주도로 창설되었다. 1993년에는 유럽 위원회로부터 "자매 결연을 맺은 금색 별들"이라는 평가를 받았다. 유럽 연합 회원국이 확대되면서 몇몇 회원 도시들이 증가했지만 이름은 바뀌지 않았다.
두즐라주의 목적은 유럽의 정신을 증진, 육성하고 해당 지역 주민들의 상호 이익을 위하여 도시들 사이에 교육, 경제, 관광, 스포츠 및 문화적 연결을 구축하는 것이다. 두즐라주는 1명의 회장과 2명의 부회장이 공동 의장을 역임하며 모두 3년 동안의 임기마다 선출된다. 공식 언어는 영어이지만 경우에 따라서는 프랑스어가 사용되기도 한다.
2020년에 있었던 브렉시트(영국의 유럽 연합 탈퇴)를 계기로 영국의 셔번은 더 이상 유럽 연합 회원국의 영역에 속하지 않는다. 그러나 2018년에 제정된 두즐라주의 문서에 따르면 "브렉시트와 관련된 결과가 없어야 하며 두즐라주 공동체의 회원 도시로 계속 남아 있어야 한다."고 명시되어 있기 때문에 회원 자격을 유지할 것으로 예상된다.

## 회원 도시
창립 회원 도시
- 스페인 알테아
- 독일 바트쾨츠팅
- 이탈리아 벨라조
- 아일랜드 번도런
- 프랑스 그랑빌
- 덴마크 홀스테브로
- 벨기에 우팔리즈
- 네덜란드 메이르선
- 룩셈부르크 니데란펜
- 그리스 프레베자
- 포르투갈 세짐브라
- 영국 셔번

1997년부터 1999년 사이에 가입
- 핀란드 카르킬라 (1997년 가입, 2016년 탈퇴)
- 스웨덴 옥셀뢰순드 (1998년 가입)
- 오스트리아 유덴부르크 (1999년 가입)

2004년 가입
- 폴란드 호이나 (2004년 가입)
- 헝가리 쾨세그 (2004년 가입)
- 라트비아 시굴다 (2004년 가입)
- 체코 수시체 (2004년 가입)
- 에스토니아 튀리 (2004년 가입)

2007년 이후에 가입
- 슬로바키아 즈볼렌 (2007년 가입)
- 리투아니아 프리에나이 (2008년 가입, 2018년 탈퇴)
- 몰타 마르사스칼라 (2009년 가입)
- 루마니아 시레트 (2010년 가입)
- 키프로스 아그로스 (2011년 가입)
- 슬로베니아 슈코피아로카 (2011년 가입)
- 불가리아 트랴브나 (2011년 가입)
- 크로아티아 로빈 (2016년 가입)
- 핀란드 아시칼라 (2016년 가입)
- 리투아니아 로키슈키스 (2018년 가입)